# Willi Bernecker
Willi Bernecker (* 9. März 1956) ist ein ehemaliger deutscher Fußballspieler.

## Karriere
Willi Bernecker spielte bis 1979 mit dem FC Augsburg in der 2. Bundesliga. Es folgte eine Spielzeit beim MTV 1881 Ingolstadt, 1980 wechselte er zu Darmstadt 98. Mit seinen Mannschaftskollegen schaffte er in der Saison 1980/81 den Gewinn der Meisterschaft in der Südstaffel und somit den Aufstieg in die Bundesliga. Es folgte der Abstieg nach einer Saison. Bis 1989 blieb Bernecker in Darmstadt.